# 罗伯特·巴特科
罗伯特·巴特科（德語：Robert Bartko，1975年12月23日—），德国男子自行车运动员。他曾代表德国参加1996年、2000年和2004年夏季奥林匹克运动会自行车比赛，其中2000年奥运会获得二枚金牌。